# Нова-Топола (Лебане)
Нова-Топола (серб. Нова Топола) — населённый пункт в общине Лебане Ябланичского округа Сербии.

## Население
Согласно переписи населения 2002 года, в селе проживало 121 человек (115 сербов и 6 черногорцев).
| Численность населения | Численность населения | Численность населения | Численность населения | Численность населения | Численность населения | Численность населения | Численность населения |
| 1948                  | 1953                  | 1961                  | 1971                  | 1981                  | 1991                  | 2002                  | 2011                  |
| --------------------- | --------------------- | --------------------- | --------------------- | --------------------- | --------------------- | --------------------- | --------------------- |
| 432                   | 421                   | 363                   | 311                   | 262                   | 175                   | 121                   | 105                   |

## Религия
Согласно церковно-административному делению Сербской православной церкви, село относится к Третьему лебанскому приходу Ябланичского архиерейского наместничества Нишской епархии.